# Grzegorz Giemza
Grzegorz Giemza (* 24. srpna 1969 v Katovicích) je polský luterský duchovní.
Ordinován byl v roce 1994. V letech 1997–2017 stál v čele Centra pro misii a evangelizaci (Centrum Misji i Ewangelizacji Kościoła Ewangelicko-Augsburskiego w RP) se sídlem v Děhylově.
V letech 2012–2017 byl předsedou synodu Evangelicko-augsburské církve v Polské republice. Od roku 2017 je ředitelem Polské ekumenické rady (Polska Rada Ekumeniczna).
Je ženatý a má 3 děti.